# Cyaniris
Cyaniris is een geslacht van vlinders van de familie van de Lycaenidae, uit de onderfamilie van de Polyommatinae. De wetenschappelijke naam en de beschrijving van dit geslacht zijn voor het eerst gepubliceerd in 1816 door Johan Wilhelm Dalman.

## Soorten
- C. bellis (Freyer, 1845)
- C. semiargus (Rottemburg, 1775) - Klaverblauwtje

### Status onduidelijk
- C. celestina Eversmann
- C. crissa De Nicéville, 1895
- C. cyaniris Druce
- C. ussuna Grum-Grshimailo